# François de Pierre de Viantaix
Pour les articles homonymes, voir Pierre.
François de Pierre de Viantaix, né le 1er septembre 1744 à Besançon (Doubs), mort le 22 juillet 1823 à Besançon (Doubs), est un général français de la Révolution et de l’Empire.

## États de service
Il entre en service le 1er octobre  1769, comme soldat au 24e régiment d’infanterie et il devient successivement caporal, sergent et sous-lieutenant en 1771. Le 2 juin 1779, il reçoit ses épaulettes de lieutenant et le 1er septembre 1784, celles de capitaine. Le 9 mai 1792, il est nommé lieutenant-colonel à l’armée du Nord.
Il est promu général de brigade provisoire le 20 novembre 1793 à l’armée du Rhin et il est admis à la retraite le 9 février 1796. Il est remis en activité le 2 avril 1797, dans la 20e division militaire, puis il est mis en congé de réforme le 27 septembre suivant.
Rappelé à l'activité le 23 avril 1800, dans la 20e division militaire, il est confirmé dans son grade de général de brigade et dans ses fonctions par le premier Consul le 29 mars 1801. En 1803, il est responsable de l’organisation et du commandement de la Garde nationale du Doubs. Il est fait chevalier de la Légion d’honneur le 5 février 1804. 
Lors de la première Restauration, il reçoit la croix de chevalier de Saint-Louis en 1814 et il est admis à la retraite le 23 novembre 1819.
Il est élevé au grade de lieutenant-général honoraire le 16 janvier 1822.
Il meurt le 22 juillet 1823 à Besançon.

## Sources
- (en) « Generals Who Served in the French Army during the Period 1789 - 1814: Eberle to Exelmans »
- François Pierre de Viantaix  sur roglo.eu
- Thierry Pouliquen, « Les généraux français et étrangers ayant servis [sic] dans la Grande Armée » (consulté le 10 avril 2015)
- « Cote LH/2154/61 », base Léonore, ministère français de la Culture
- (pl) « Napoléon.org.pl »
- A. Lievyns, Jean Maurice Verdot, Pierre Bégat, Fastes de la Légion-d'honneur, biographie de tous les décorés accompagnée de l'histoire législative et réglementaire de l'ordre, Tome 4, Bureau de l’administration, 1844, 640 p. (lire en ligne), p. 268.